# بويد أ. كلارك
بويد أ. كلارك هو قاضي وسياسي أمريكي، ولد في 20 يناير 1918، وتوفي في 6 مارس 1978. نشط حزبياً في الحزب الجمهوري. وقد انتخب عضو جمعية ولاية ويسكونسن ‏.